# Эспозито, Мауро
Мауро Эспозито (итал. Mauro Esposito; 13 июня 1979, Торре-дель-Греко) — итальянский футболист, нападающий. Включён в Зал славы клуба «Кальяри».

## Клубная карьера
Мауро Эспозито — воспитанник клуба «Пескара». В «Пескару» Эспозито попал благодаря спортивному директору команды, Пьерпаоло Марино, обнаружившего талантливого игрока в одной из футбольных школ. Когда Эспозито было 15 лет, он на некоторое время уехал играть за молодёжный состав шотландского клуба «Рейнджерс», но затем вернулся. С 1996 года Эспозито начал тренироваться с основным составом команды, а через некоторое время дебютировал в официальном матче за клуб. В 1999 году Эспозито перешёл в итальянский клуб серии А «Удинезе», но не смог добиться место в основном составе команды. В январе 2001 года Эспозито, на правах аренды, вернулся в «Пескару». Однако возвращение полузащитника не спасло клуб от вылета в серию С1.
Летом 2001 года Эспозито перешёл в «Кальяри», где быстро закрепился в основном составе. В сезоне 2003/04 Эспозито забил 17 голов в серии В, чем поспособствовал выходу клуба в серию А. В следующем сезоне, в высшей итальянской лиге Эспозито забил 16 голов, чем вызвал к себе пристальный интерес грандов итальянского футбола. Но сезон спустя результативность Эспозито упала — он забил только 6 голов. В сезоне 2006/07 Эспозито получил травму правого колена, из-за которой долгое время находился вне поля. 
4 июля 2007 года Эспозито перешёл в клуб «Рома», заплативший за часть прав на игрока 2,4 млн евро плюс к этому «Рома» отдала в аренду «Кальяри» Даниеле Мальоккетти. После первого сезона в «Роме», римский клуб выкупил оставшуюся часть прав на футболиста за 350 тыс. евро. В сентябре 2008 года Эспозито был отдан в аренду «Кьево». Там он провёл сезон, не забив ни одного гола. Летом 2009 года Эспозито возвратился в «Рому».
13 сентября 2010 года подписал однолетний контракт с клубом первого дивизиона Лиги Про «Атлетико» (Рим).
Летом 2011 года клуб был расформирован.

## Международная карьера
В сборной Италии Эспозито дебютировал 9 октября 2004 года в гостевом матче со Словений, выигранном итальянцами 1:0. Всего Эспозито вызывался в сборную 12 раз и сыграл 6 матчей, у двух тренеров Марчелло Липпи и Роберто Донадони.

## Достижения
- Обладатель Кубка Интертото: 2000
- Обладатель Суперкубка Италии: 2007
- Обладатель Кубка Италии: 2008